# Труханов (Львовская область)
Труханов (укр. Труханів, пол. Truchanów) — село в Сколевской городской общине Стрыйского района Львовской области Украины. Расположено в Карпатах в 20 км от Сколе и в 6 км от железнодорожной станции Верхнее Синевидное.
Рядом протекает речка Тишевница, приток реки Стрый. Село расположено в долине, которая находится к северу от горы Ключ. Восточнее Труханова находятся известные Скалы Довбуша — комплексным памятником природы общегосударственного значения и входящих в состав Поляницкого регионального ландшафтного парка (рядом с селом Бубнище).

## История
Первые письменные упоминания о Труханове относятся к 1585 году. Согласно легенде, название села происходит от трех татарских ханов, которые решили поселиться в этом месте. Отсюда и название — Триханов , измененное со временем в Труханов.
Село Труханов известно своей небольшой деревянной церковью, построенной в 1830, которая находится в южной части села.